# Munir Mohamedi
Munir Mohand Mohamedi El Kajoui (født 10. maj 1989), kendt som bare Munir, er en spansk-marokkansk professionel fodboldspiller, som spiller for Saudi Professional League-klubben Al-Wehda og Marokkos landshold.

## Landsholdet
Han blev udtaget i Marokkos trup til VM i fodbold 2018 i Rusland.
Han blev udtaget i Marokkos trup til VM i fodbold 2022 i Qatar.
Han indgik også i truppen til sommer-OL 2024 i Paris som en ældre spiller, spillede alle minutterne og vandt bronzemedaljen.